# 브리튼인의 역사
《브리튼인의 역사》(라틴어: Historia Brittonum)는 브리튼섬의 원주민(켈트족 브리튼인)의 역사를 기록했다고 주장되는 문헌으로, 대략 828년경 전후로 작성되어 11세기 이후의 필사본들로 보존되었다.
대개 9세기 사람 넨니우스가 그 저자라고 하며, 몇몇 판본들은 넨니우스의 이름으로 된 서문이 첨부되어 있기도 하다. 그러나 일부 학자들은 넨니우스의 서문은 후대에 가필된 위조이며 문헌 본문은 익명의 여러 사람들의 글이 모인 집합체라고 본다.
《브리튼인의 역사》는 트로이아 난민 아이네아스의 후손 브루투스의 이름을 따서 브리튼섬의 이름이 붙은 것이며, 브루투스가 브리튼섬에 정착하여 브리튼인의 조상이 되었다는 견지에서 쓰여졌다. 12세기에 몬머스의 제프리가 《브리타니아 열왕사》를 썼을 때 이 책을 매우 많이 참고했을 것으로 보이며, 그 외에도 많은 후대 문헌들에 영향을 미쳐 전근대 브리튼 전통 역사학에 브리튼인의 트로이아 기원설을 뿌리내리게 만들었다.
아서 왕이 등장하는 가장 이른 문헌이기도 한데, 여기서는 아서가 왕이 아니라 "군사 지도자(dux bellorum)라고 한다. 아서가 참여해 싸웠다는 12차례의 전투들이 열거되지만 《캄브리아 편년사》와 달리 그 전투들이 일어난 시기는 비정되지 않고 있다.